# 波罗的海三国国家公园列表
这是一个关于波罗的海三国（爱沙尼亚、拉脱维亚、立陶宛）国家公园的列表。

## 爱沙尼亚

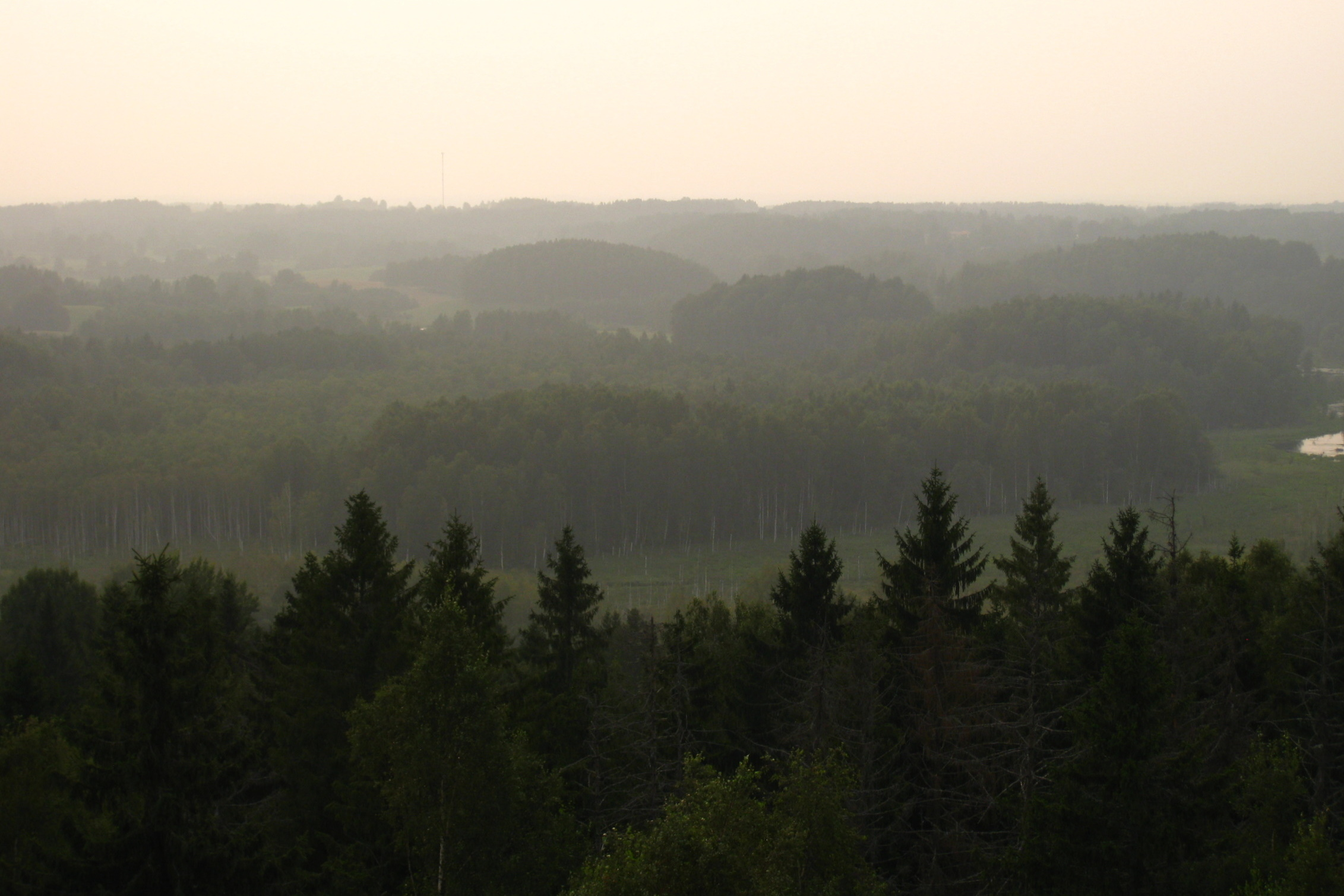
爱沙尼亚的卡魯拉國家公園

爱沙尼亚共有5个国家公园，分别是：
- 阿盧塔古塞國家公園 2018年建立
- 卡魯拉國家公園 1993年建立
- 拉海马国家公园 1971年建立
- 馬察盧國家公園 2004年建立
- 索马国家公园 1993年建立
- 維爾桑迪國家公園 1993年建立

## 拉脱维亚

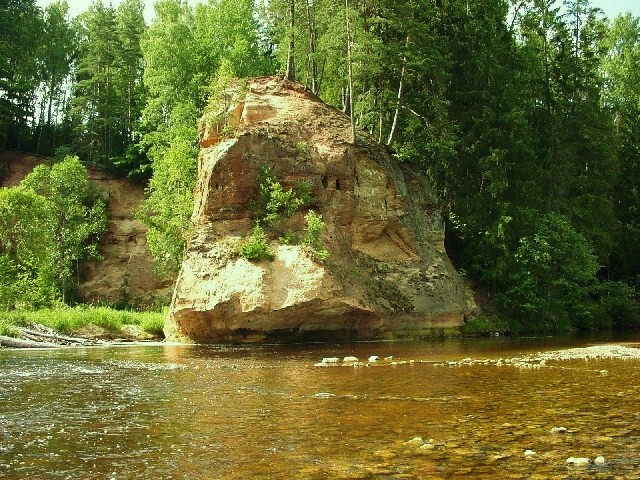
拉脱维亚的高亞國家公園

拉脱维亚共有4个国家公园，分别是：
- 高亞國家公園 1973年建立
- 拉茲納國家公園 2007年建立
- 基耶梅里國家公園 1997年建立
- 斯利泰雷國家公園 1999年建立

## 立陶宛

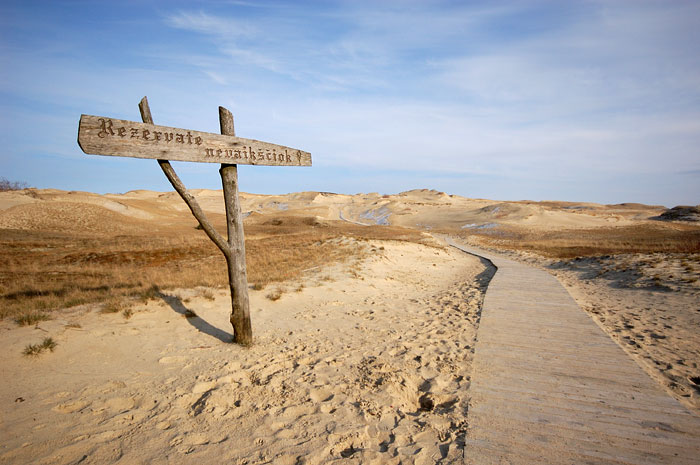
立陶宛的库尔斯沙嘴国家公园

立陶宛共有5个国家公园，分別是：
- 奧克什泰蒂亞國家公園 1974年建立
- 祖基亞國家公園 1991年建立
- 库尔斯沙嘴国家公园 1991年建立
- 特拉凯历史国家公园 1991年建立
- 萨莫吉提亚国家公园 1991年建立